# Jada Stevens
Jada Stevens (Snellville, 4 de julho de 1988), é uma atriz pornográfica e modelo erótica americana.

## Carreira
Ela fez sua estreia na indústria pornográfica em 2008, aos 20 anos de idade e já apareceu em aproximadamente 500 produções. Já realizou cenas de sexo interracial, sexo anal, dupla penetração e Ass to Mouth. Já declarou que prefere sexo anal e dupla penetração, onde sente muito prazer, chegando ao orgasmo nas cenas.
Em 2011 a revista Complex listou Jada Stevens em uma lista denominada "The 50 Hottest White Girls With Ass". Ela igualmente apareceu em uma lista da CNBC nomeada "The Dirty Dozen: Porn's Biggest Stars" em 2015.
Em 2012 recebeu o Prêmio AVN, conhecido como o "Óscar da pornografia", na categoria Best Three-Way Sex Scene.
Em 2017 foi incluída no hall of fame do Urban X Awards, premiação dedicada aos filmes pornográficos interraciais.

## Prêmios
| Ano  | Prêmio        | Resultado | Categoria                    | Filme                                            | Atuação | Fonte  |
| ---- | ------------- | --------- | ---------------------------- | ------------------------------------------------ | ------- | ------ |
| 2017 | Urban X Award | Venceu    | Hall of Fame                 | —                                                | Atriz   | [ 7 ]  |
| 2016 | XBIZ Award    | Venceu    | Best Scene - All-Sex Release | Interracial and Anal (com Wesley Pipes)          | Atriz   | [ 8 ]  |
| 2014 | XRCO Awards   | Venceu    | Orgasmic Analist of the Year | —                                                | Atriz   | [ 9 ]  |
| 2012 | AVN Award     | Venceu    | Best Three-Way Sex Scene     | Ass Worship 13 (com Kristina Rose e Nacho Vidal) | Atriz   | [ 6 ]  |
| 2012 | Urban X Award | Venceu    | Interracial Star of the Year | —                                                | Atriz   | [ 10 ] |